# تیم ملی فوتبال زیر ۲۰ سال پرتغال
تیم ملی فوتبال زیر ۲۰ سال پرتغال یا تیم ملی فوتبال جوانان پرتغال، نماینده کشور پرتغال در مسابقات فوتبال جوانان اروپا و جهان است که زیر نظر فدراسیون فوتبال پرتغال فعالیت می‌کند.

## افتخارات
- جام جهانی
  - قهرمان (۲): ۱۹۸۹، ۱۹۹۱
  - نائب قهرمان (۱): ۲۰۱۱
  - سومی (۱): ۱۹۹۵
- مسابقات تولون
  - قهرمان (۲): ۲۰۰۱، ۲۰۰۳
  - نائب قهرمان (۳): ۱۹۹۷، ۲۰۰۰، ۲۰۰۵
  - سومی (۳): ۱۹۹۶، ۱۹۹۸، ۲۰۰۶